# Konstsim vid världsmästerskapen i simsport 2024 – Damernas fria soloprogram
Damernas fria soloprogram i konstsim vid världsmästerskapen i simsport 2024 avgjordes mellan den 4 och 6 februari 2024 i Aspire Dome i Doha i Qatar.
Kanadensiska Jacqueline Simoneau tog guld, grekiska Evangelia Platanioti tog silver och Vasilina Chandosjka som tävlade som neutral oberoende idrottare tog brons.

## Resultat
Kvalet startade den 4 februari klockan 09:30. Finalen startade den 6 februari klockan 20:00.
Grön bakgrund betyder att konstsimmaren gick vidare till finalen
| Placering | Simmare                  | Nationalitet                 | Kval     | Kval      | Final            | Final            |
| Placering | Simmare                  | Nationalitet                 | Poäng    | Placering | Poäng            | Placering        |
| --------- | ------------------------ | ---------------------------- | -------- | --------- | ---------------- | ---------------- |
| 1         | Jacqueline Simoneau      | Kanada                       | 248,9189 | 3         | 264,8207         | 1                |
| 2         | Evangelia Platanioti     | Grekland                     | 253,7353 | 2         | 253,2833         | 2                |
| 3         | Vasilina Chandosjka      | Neutrala oberoende idrottare | 224,1771 | 5         | 245,1042         | 3                |
| 4         | Xu Huiyan                | Kina                         | 230,8104 | 4         | 244,2251         | 4                |
| 5         | Klara Bleyer             | Tyskland                     | 206,9958 | 10        | 230,8894         | 5                |
| 6         | Vasiliki Alexandri       | Österrike                    | 253,8625 | 1         | 222,8938         | 6                |
| 7         | Jasmine Verbena          | San Marino                   | 207,0645 | 9         | 207,5209         | 7                |
| 8         | Marloes Steenbeek        | Nederländerna                | 200,9729 | 11        | 207,0979         | 8                |
| 9         | Karina Magrupova         | Kazakstan                    | 200,6688 | 12        | 200,8166         | 9                |
| 10        | Susanna Pedotti          | Italien                      | 212,4521 | 7         | 195,5000         | 10               |
| 11        | Viktória Reichová        | Slovakien                    | 207,7917 | 8         | 195,2249         | 11               |
| 12        | Mari Alavidze            | Georgien                     | 219,2188 | 6         | 185,7250         | 12               |
| 13        | Kyra Hoevertsz           | Aruba                        | 197,7791 | 13        | Gick inte vidare | Gick inte vidare |
| 14        | Mónica Arango            | Colombia                     | 192,1437 | 14        | Gick inte vidare | Gick inte vidare |
| 15        | Jullia Catharino         | Brasilien                    | 191,0187 | 15        | Gick inte vidare | Gick inte vidare |
| 16        | Ece Üngör                | Turkiet                      | 188,4854 | 16        | Gick inte vidare | Gick inte vidare |
| 17        | Sandra Freund            | Sverige                      | 178,8063 | 17        | Gick inte vidare | Gick inte vidare |
| 18        | Matea Butorac            | Kroatien                     | 170,9208 | 18        | Gick inte vidare | Gick inte vidare |
| 19        | Ana Culic                | Malta                        | 167,4229 | 19        | Gick inte vidare | Gick inte vidare |
| 20        | Jennifer Russanov        | Nya Zeeland                  | 163,4624 | 20        | Gick inte vidare | Gick inte vidare |
| 21        | Jennah Hafsi             | Marocko                      | 162,7730 | 21        | Gick inte vidare | Gick inte vidare |
| 22        | Patrawee Chayawararak    | Thailand                     | 153,9583 | 22        | Gick inte vidare | Gick inte vidare |
| 23        | Cesia Castaneda          | El Salvador                  | 136,6501 | 23        | Gick inte vidare | Gick inte vidare |
| 24        | Sini Tuuli               | Finland                      | 127,6854 | 24        | Gick inte vidare | Gick inte vidare |
| 25        | Gabriela Alpajón         | Kuba                         | 126,7458 | 25        | Gick inte vidare | Gick inte vidare |
| 26        | Hilda Tri Julyandra      | Indonesien                   | 122,1063 | 26        | Gick inte vidare | Gick inte vidare |
| 27        | Shao Anlan               | Macao                        | 119,2521 | 27        | Gick inte vidare | Gick inte vidare |
| 28        | Anna Mitinian            | Costa Rica                   | 115,0938 | 28        | Gick inte vidare | Gick inte vidare |
| 29        | Toulan Ben Abdel Fattah  | Tunisien                     | 101,1083 | 29        | Gick inte vidare | Gick inte vidare |
| 30        | Alexandra Mansaré-Traoré | Guinea                       | 95,7020  | 30        | Gick inte vidare | Gick inte vidare |
| 31        | Yasmina Rushaidat        | Jordanien                    | 77,2979  | 31        | Gick inte vidare | Gick inte vidare |